# Desafío 2011: La lucha de las regiones, la piedra sagrada

República Dominicana, lugar donde se llevó a cabo el reality.

Desafío 2011: La lucha de las regiones, la piedra sagrada fue la octava temporada del reality show colombiano, Desafío, producido y transmitido por Caracol Televisión. Sus presentadores son Margarita Rosa de Francisco, La Toya Montoya y Juan Ignacio Velásquez y su eslogan es La lucha de las regiones, la piedra sagrada, Se estrenó el día 27 de marzo de 2011.
En este Desafío compitieron 6 equipos: Costeños, Cachacos, Paisas, Santandereanos, Vallecaucanos y Retadores.

## Participantes
| Participante | Participante | Participante                                         | Edad | Resultado final                                                         | Estadía |
| ------------ | ------------ | ---------------------------------------------------- | ---- | ----------------------------------------------------------------------- | ------- |
|              |              | Mauricio Morales Artesano.                           | 38   | Ganador del Desafío 2011: La lucha de las regiones, la piedra sagrada   | 66 días |
|              |              | Jader Arizala Médico.                                | 29   | Finalista del Desafío 2011: La lucha de las regiones, la piedra sagrada | 66 días |
|              |              | Tatiana Arango Ama de casa, modelo y actriz          | 23   | Semefinalista Eliminada en la batalla final                             | 65 días |
|              |              | Oscar "El Loco" Muñoz Albañil.                       | 42   | 18.º Eliminado duelo de velocidad                                       | 64 días |
|              |              | Daniel Tirado Comerciante de Ropa.                   | 26   | 17.ºEliminado duelo de habilidad                                        | 63 días |
|              |              | Deicy Cárdenas Promotora ambiental.                  | 21   | 16.ªEliminada duelo de fuerza                                           | 62 días |
|              |              | Roland Bryan Edén Pescador y Agricultor.             | 43   | 15.ºEliminado duelo de habilidad                                        | 60 días |
|              |              | Yorlady Moreno Operaria de Retroexcavadora.          | 25   | 14ª Eliminada duelo de puntería                                         | 58 días |
|              |              | Martha Bonilla Escolta.                              | 30   | 13.ª Eliminada duelo de puntería                                        | 54 días |
|              |              | Jenny Machado Salvavidas.                            | 23   | 12.ªEliminada duelo de habilidad                                        | 51 días |
|              |              | Farid "Paisaman" Laverde ExparticipanteDesafío 2009  |      | 11.º Eliminado duelo de resistencia                                     | 44 días |
|              |              | Kelly Cadena Preparadora Física.                     | 31   | 10.ªEliminada duelo de habilidad                                        | 48 días |
|              |              | Luis Fernando Cardona Estudiante de Filosofía.       | 33   | 9.ºEliminado duelo de mentalidad.                                       | 41 días |
|              |              | Arlex Eduardo Ávila ExparticipanteDesafío 2009.      | 33   | 8.º Eliminado duelo de destreza                                         | 37 días |
|              |              | Andres Felipe Nieto Profesor de Inglés.              | 33   | 7.º Eliminado duelo de habilidad                                        | 33 días |
|              |              | Ceidy Gaitan Desempleada.                            | 19   | 6.ªEliminada duelo de resistencia                                       | 29 días |
|              |              | Hanny Mendoza Estudiante de Derecho.                 | 22   | 5.ª Eliminada duelo de habilidad                                        | 25 días |
|              |              | Klein de Jesús Contreras ExparticipanteDesafío 2008. | 20   | 4.º Eliminado duelo de velocidad                                        | 21 días |
|              |              | Héctor Osorio Médico Veterinario.                    | 30   | 3.º Eliminado duelo de habilidad                                        | 17 días |
|              |              | Diego "El Burrito" Díaz † Salvavidas.                | 32   | 2.ºEliminado duelo de habilidad                                         | 13 días |
|              |              | Nalú Guerrero Trabajadora Social.                    | 29   | 1.ª Eliminada duelo de mentalidad                                       | 9 días  |
|              |              | Priscila Ordoñez Estudiante.                         | 22   | 2.ª Expulsada por los hombres de los sobrevivientes                     | 5 días  |
|              |              | Uber Garzón Profesor de natación.                    | 42   | 1.ºExpulsado por las mujeres de los sobrevivientes                      | 5 días  |

- Simbología:

- - Semanas 1 - 9:

     Sin equipo
     Participante que eran originalmente del equipo Retadores.
     Participante que era originalmente del equipo Paisas.
     Participante que eran originalmente del equipo Sobrevivientes.
- - Semanas 10-13:

     Participante que era originalmente del equipo Paisas.
     Participante que eran originalmente del equipo Sobrevivientes.
- - Semanas 14 - final:

     Participante del equipo Fusión.

### Participantes en competencias anteriores
| Farid "Paisaman" Laverde | Desafío 2009 | 2009 | Eliminado en la etapa 1 |
| Klein de Jesús Contreras | Desafío 2008 | 2008 | 1.º eliminado           |
| Arlex Eduardo Ávila      | Desafío 2009 | 2009 | 7.º eliminado           |
| Halem Castillo           | Desafío 2008 | 2008 | 14.° eliminado          |
| Juan Carlos Camero       | Desafío 2006 | 2006 | 2.° eliminado           |

## Etapas

### Etapa 1
| Paisas                      | Vallecaucanos      | Santandereanos       | Costeños                   | Cachacos              | Retadores                 |
| --------------------------- | ------------------ | -------------------- | -------------------------- | --------------------- | ------------------------- |
| Nalú Sol del Mar GuerreroE1 | David GonzálezEG   | Mariam RuedaEG       | Stibens JulioEG            | Lorena ÁngelEG        | Marta BonillaE13          |
| Oscar "El Loco" MuñozE18    | Priscila OrdóñezEP | René DíazEG          | Jenny MachadoE12           | Andrés NietoE7        | Mauricio Morales          |
| Tatiana ArangoE19           | Samuel NavarroEG   | Uber GarzónEP        | Ricardo SalazarEG          | Ilona VisserEG        | Diego "El Burrito" DíazE2 |
| Daniel TiradoE17            | Nathalie SolísEG   | Gilberto RodríguezEG | Heidi PáezEG               | Jonathan PosadaEG     | Hanny MendozaE5           |
| Deicy CárdenasE16           | Jader ArizalaE20   | Mónica MantillaEG    | Héctor OsorioE3            | Yorlady MorenoE14     | Roland Bryan EdénE15      |
| Luis CardonaE9              | Darly TriviñoEG    | Kelly CadenaE10      | Mónica AguirreEG           | Freddy EscobarEG      | Ceidy GaitanE6            |
|                             |                    |                      |                            |                       |                           |
| Farid "Paisaman" LaverdeE11 | Halem CastilloEP   | Juan Carlos CameroEP | Klein de Jesús ContrerasE4 | Arlex Eduardo ÁvilaE8 |                           |

### Etapa 2
| Retadores                | Paisas                    | Sobrevivientes       |
| ------------------------ | ------------------------- | -------------------- |
| Roland Bryan Edén        | Óscar "El Loco" Muñoz     | Andrés Felipe Nieto  |
| Diego "El Burrito" Díaz  | Daniel Tirado             | Yorlady Moreno       |
| Ceidy Gaitan             | Luis Cardona              | Jenny Machado        |
| Hanny Marcela Mendoza    | Tatiana Arango            | Héctor Osorio        |
| Martha Bonilla           | Nalú Sol del Mar Guerrero | Kelly Cadena         |
| Mauricio Morales         | Deicy Cárdenas            | Jader Alexis Arizala |
| Farid "Paisaman" Laverde | Klein de Jesús Contreras  | Arlex Eduardo Ávila  |

- Simbología:

     Participante que era originalmente del equipo Santandereano.
     Participantes que eran originalmente del equipo Cachaco.
     Participante que era originalmente del equipo Vallecaucano.
     Participantes que eran originalmente del equipo Costeño.
     Repitente Paisa del año 2009.
     Repitente Costeño del año 2008.
     Repitente Cachaco del año 2009.

### Etapa 3
| Paisas                   | Sobrevivientes       |
| ------------------------ | -------------------- |
| Tatiana Cristina Arango  | Yorlady Moreno       |
| Deicy Cárdenas           | Jader Alexis Arizala |
| Oscar "El Loco" Muñoz    | Jenny Machado        |
| Daniel Tirado            | Kelly Andrea Cadena  |
| Martha Bonilla           | Roland Bryan Edén    |
| Farid "Paisaman" Laverde | Mauricio Morales     |

- Simbología:

     Participante que era originalmente del equipo Retadores.
- Los Retadores perdieron la prueba de capitanes y fueron eliminados del juego, pero sus participantes fueron divididos en los Paisas y los Sobrevivientes.

### Etapa 4
| Fusion                |
| --------------------- |
| Mauricio Morales      |
| Daniel Tirado         |
| Jader Arizala         |
| Deicy Cárdenas        |
| Óscar "El Loco" Muñoz |
| Roland Edén           |
| Tatiana Arango        |
| Yorlady Moreno        |

- Simbología:

     Participante que era originalmente del equipo Paisas.
     Participante que eran originalmente del equipo Sobrevivientes.
     Participante que era originalmente del equipo Retadores.
- Este equipo es el último equipo en la fase individual son un equipo pero aquí todos compiten contra todos.

## Resultados generales
|  |  |  | Mauricio  | Gana      | Nominado  | Gana      | Salvado   | Pierde    | Pierde    | Salvado   | Gana      | Gana      | Inmune    | Gana      | Nominado  | Gana      | Inmune    | Nominado  | Inmune    | Gana      | Inmune    | Finalista | Ganador  |  |  |  |  |  |  |  |  |  |  |  |  |  |  |  |  |  |  |
|  |  |  | Jader     | Salvado   | Salvado   | Nominado  | Gana      | Salvado   | Salvado   | Pierde    | Nominado  | Salvado   | Nominado  | Gana      | Pierde    | Gana      | Salvado   | Salvado   | Nominado  | Inmune    | Nominado  | Finalista | 2º lugar |  |  |  |  |  |  |  |  |  |  |  |  |  |  |  |  |  |  |
|  |  |  | Tatiana   | Pierde    | Gana      | Salvada   | Inmune    | Gana      | Gana      | Gana      | Salvada   | Pierde    | Gana      | Pierde    | Gana      | Inmune    | Gana      | Salvada   | Salvada   | Salvada   | Nominada  | 3º lugar  |          |  |  |  |  |  |  |  |  |  |  |  |  |  |  |  |  |  |  |
|  |  |  | Loco      | Inmune    | Gana      | Salvado   | Pierde    | Gana      | Gana      | Gana      | Salvado   | Pierde    | Gana      | Pierde    | Gana      | Pierde    | Nominado  | Gana      | Salvado   | Nominado  | Eliminado |           |          |  |  |  |  |  |  |  |  |  |  |  |  |  |  |  |  |  |  |
|  |  |  | Daniel    | Nominado  | Gana      | Salvado   | Pierde    | Gana      | Gana      | Gana      | Salvado   | Nominado  | Gana      | Inmune    | Gana      | Nominado  | Salvado   | Inmune    | Gana      | Eliminado |           |           |          |  |  |  |  |  |  |  |  |  |  |  |  |  |  |  |  |  |  |
|  |  |  | Deicy     | Pierde    | Gana      | Salvada   | Pierde    | Gana      | Gana      | Gana      | Salvada   | Inmune    | Gana      | Nominada  | Gana      | Pierde    | Salvada   | Salvada   | Eliminada |           |           |           |          |  |  |  |  |  |  |  |  |  |  |  |  |  |  |  |  |  |  |
|  |  |  | Roland    | Gana      | Pierde    | Gana      | Salvado   | Pierde    | Nominado  | Salvado   | Gana      | Gana      | Pierde    | Gana      | Inmune    | Gana      | Salvado   | Eliminado |           |           |           |           |          |  |  |  |  |  |  |  |  |  |  |  |  |  |  |  |  |  |  |
|  |  |  | Yorlady   | Salvada   | Salvada   | Pierde    | Gana      | Salvada   | Salvada   | Pierde    | Inmune    | Salvada   | Pierde    | Gana      | Pierde    | Gana      | Eliminada |           |           |           |           |           |          |  |  |  |  |  |  |  |  |  |  |  |  |  |  |  |  |  |  |
|  |  |  | Martha    | Gana      | Pierde    | Gana      | Salvada   | Nominada  | Pierde    | Salvada   | Pierde    | Gana      | Gana      | Pierde    | Gana      | Eliminada |           |           |           |           |           |           |          |  |  |  |  |  |  |  |  |  |  |  |  |  |  |  |  |  |  |
|  |  |  | Jenny     | Salvada   | Salvada   | Pierde    | Gana      | Salvada   | Salvada   | Inmune    | Pierde    | Salvada   | Pierde    | Gana      | Eliminada |           |           |           |           |           |           |           |          |  |  |  |  |  |  |  |  |  |  |  |  |  |  |  |  |  |  |
|  |  |  | Paisaman  | Gana      | Inmune    | Gana      | Salvado   | Inmune    | Inmune    | Salvado   | Gana      | Gana      | Gana      | Eliminado |           |           |           |           |           |           |           |           |          |  |  |  |  |  |  |  |  |  |  |  |  |  |  |  |  |  |  |
|  |  |  | Kelly     | Salvada   | Salvada   | Pierde    | Gana      | Salvada   | Salvada   | Pierde    | Pierde    | Salvada   | Eliminada |           |           |           |           |           |           |           |           |           |          |  |  |  |  |  |  |  |  |  |  |  |  |  |  |  |  |  |  |
|  |  |  | Luis      | Pierde    | Gana      | Salvado   | Nominado  | Gana      | Gana      | Gana      | Salvado   | Eliminado |           |           |           |           |           |           |           |           |           |           |          |  |  |  |  |  |  |  |  |  |  |  |  |  |  |  |  |  |  |
|  |  |  | Arlex     | Salvado   | Salvado   | Pierde    | Gana      | Salvado   | Salvado   | Nominado  | Eliminado |           |           |           |           |           |           |           |           |           |           |           |          |  |  |  |  |  |  |  |  |  |  |  |  |  |  |  |  |  |  |
|  |  |  | Andrés    | Salvado   | Salvado   | Inmune    | Gana      | Salvado   | Salvado   | Eliminado |           |           |           |           |           |           |           |           |           |           |           |           |          |  |  |  |  |  |  |  |  |  |  |  |  |  |  |  |  |  |  |
|  |  |  | Ceidy     | Gana      | Pierde    | Gana      | Salvada   | Pierde    | Eliminada |           |           |           |           |           |           |           |           |           |           |           |           |           |          |  |  |  |  |  |  |  |  |  |  |  |  |  |  |  |  |  |  |
|  |  |  | Hanny     | Gana      | Pierde    | Gana      | Salvada   | Eliminada |           |           |           |           |           |           |           |           |           |           |           |           |           |           |          |  |  |  |  |  |  |  |  |  |  |  |  |  |  |  |  |  |  |
|  |  |  | Klein     | Pierde    | Gana      | Salvado   | Eliminado |           |           |           |           |           |           |           |           |           |           |           |           |           |           |           |          |  |  |  |  |  |  |  |  |  |  |  |  |  |  |  |  |  |  |
|  |  |  | Héctor    | Salvado   | Salvado   | Eliminado |           |           |           |           |           |           |           |           |           |           |           |           |           |           |           |           |          |  |  |  |  |  |  |  |  |  |  |  |  |  |  |  |  |  |  |
|  |  |  | Diego     | Gana      | Eliminado |           |           |           |           |           |           |           |           |           |           |           |           |           |           |           |           |           |          |  |  |  |  |  |  |  |  |  |  |  |  |  |  |  |  |  |  |
|  |  |  | Nalú      | Eliminada |           |           |           |           |           |           |           |           |           |           |           |           |           |           |           |           |           |           |          |  |  |  |  |  |  |  |  |  |  |  |  |  |  |  |  |  |  |
|  |  |  | Uber      | Sin Cupo  |           |           |           |           |           |           |           |           |           |           |           |           |           |           |           |           |           |           |          |  |  |  |  |  |  |  |  |  |  |  |  |  |  |  |  |  |  |
|  |  |  | Priscila  | Sin Cupo  |           |           |           |           |           |           |           |           |           |           |           |           |           |           |           |           |           |           |          |  |  |  |  |  |  |  |  |  |  |  |  |  |  |  |  |  |  |
|  |  |  | Freddy    | Sin Cupo  |           |           |           |           |           |           |           |           |           |           |           |           |           |           |           |           |           |           |          |  |  |  |  |  |  |  |  |  |  |  |  |  |  |  |  |  |  |
|  |  |  | Ilona     | Sin Cupo  |           |           |           |           |           |           |           |           |           |           |           |           |           |           |           |           |           |           |          |  |  |  |  |  |  |  |  |  |  |  |  |  |  |  |  |  |  |
|  |  |  | Jonathan  | Sin Cupo  |           |           |           |           |           |           |           |           |           |           |           |           |           |           |           |           |           |           |          |  |  |  |  |  |  |  |  |  |  |  |  |  |  |  |  |  |  |
|  |  |  | Lorena    | Sin Cupo  |           |           |           |           |           |           |           |           |           |           |           |           |           |           |           |           |           |           |          |  |  |  |  |  |  |  |  |  |  |  |  |  |  |  |  |  |  |
|  |  |  | Heidi     | Sin Cupo  |           |           |           |           |           |           |           |           |           |           |           |           |           |           |           |           |           |           |          |  |  |  |  |  |  |  |  |  |  |  |  |  |  |  |  |  |  |
|  |  |  | Mónica A. | Sin Cupo  |           |           |           |           |           |           |           |           |           |           |           |           |           |           |           |           |           |           |          |  |  |  |  |  |  |  |  |  |  |  |  |  |  |  |  |  |  |
|  |  |  | Ricardo   | Sin Cupo  |           |           |           |           |           |           |           |           |           |           |           |           |           |           |           |           |           |           |          |  |  |  |  |  |  |  |  |  |  |  |  |  |  |  |  |  |  |
|  |  |  | Stiben    | Sin Cupo  |           |           |           |           |           |           |           |           |           |           |           |           |           |           |           |           |           |           |          |  |  |  |  |  |  |  |  |  |  |  |  |  |  |  |  |  |  |
|  |  |  | Gilberto  | Sin Cupo  |           |           |           |           |           |           |           |           |           |           |           |           |           |           |           |           |           |           |          |  |  |  |  |  |  |  |  |  |  |  |  |  |  |  |  |  |  |
|  |  |  | Mariam    | Sin Cupo  |           |           |           |           |           |           |           |           |           |           |           |           |           |           |           |           |           |           |          |  |  |  |  |  |  |  |  |  |  |  |  |  |  |  |  |  |  |
|  |  |  | Mónica M. | Sin Cupo  |           |           |           |           |           |           |           |           |           |           |           |           |           |           |           |           |           |           |          |  |  |  |  |  |  |  |  |  |  |  |  |  |  |  |  |  |  |
|  |  |  | René      | Sin Cupo  |           |           |           |           |           |           |           |           |           |           |           |           |           |           |           |           |           |           |          |  |  |  |  |  |  |  |  |  |  |  |  |  |  |  |  |  |  |
|  |  |  | Darly     | Sin Cupo  |           |           |           |           |           |           |           |           |           |           |           |           |           |           |           |           |           |           |          |  |  |  |  |  |  |  |  |  |  |  |  |  |  |  |  |  |  |
|  |  |  | David     | Sin Cupo  |           |           |           |           |           |           |           |           |           |           |           |           |           |           |           |           |           |           |          |  |  |  |  |  |  |  |  |  |  |  |  |  |  |  |  |  |  |
|  |  |  | Nathalie  | Sin Cupo  |           |           |           |           |           |           |           |           |           |           |           |           |           |           |           |           |           |           |          |  |  |  |  |  |  |  |  |  |  |  |  |  |  |  |  |  |  |
|  |  |  | Samuel    | Sin Cupo  |           |           |           |           |           |           |           |           |           |           |           |           |           |           |           |           |           |           |          |  |  |  |  |  |  |  |  |  |  |  |  |  |  |  |  |  |  |

     El participante gana junto a su equipo el desafío de salvación.
     El participante pierde junto a su equipo el desafío de salvación y/o posteriormente gana junto a su equipo el desafío final y es salvado.
     El participante pierde junto a su equipo todos los desafíos de salvación y finales, posteriormente compite en el desafío individual y se salva de ser nominado.
     El participante pierde junto a su equipo todos los desafíos de salvación y finales, posteriormente compite y gana el desafío individual obteniendo el brazalete de salvación y ganando la "Inmunidad".
     El participante es nominado, compite y gana el duelo de eliminación.
     El participante es nominado y posteriormente es eliminado de la competencia.
     El participante pierde el desafío de salvación y el desafío final individual, pero es salvado.
     El participante es un finalista.
     El participante obtuvo el tercer lugar de la competencia.
     El participante obtuvo el segundo lugar de la competencia.
     El participante es el ganador del Desafío 2011.

## Desafío de Representación Regional
| Prueba                                            | Fecha de Emisión    | Hombre Representante | Mujer Representante |
| ------------------------------------------------- | ------------------- | -------------------- | ------------------- |
| Recoger 3 banderas durante realizar el obstáculo. | 1 de abril del 2011 | Andrés Felipe Nieto  | Yorlady Moreno      |
| Recoger 3 banderas durante realizar el obstáculo. | 1 de abril del 2011 | Héctor Osorio        | Jenny Machado       |
| Recoger 3 banderas durante realizar el obstáculo. | 3 de abril del 2011 | Jader Arizala        | Priscila Ordoñez    |
| Recoger 3 banderas durante realizar el obstáculo. | 3 de abril del 2011 | Uber Garzón          | Kelly Cadena        |

Mónica Aguirre del equipo de los costeños no participó en la prueba por una lesión y fue eliminada.

### Juicio Final
Los participantes no tendrán a 8 participantes sino a 6 participantes solo queda 3 hombres y 3 mujeres por equipo, quien era un hombre y una mujer seria expulsado de la competencia.
| Fecha de Emisión    | Hombre Expulsado | Mujer Expulsado  |
| ------------------- | ---------------- | ---------------- |
| 3 de abril del 2011 | Uber Garzón      | Priscila Ordoñez |

## Desafíos Territoriales
| Semana | Fecha de Emisión    | Tipo de desafío                 | Playa Alta     | Playa Media    | Playa Baja     | Caverna Alta   | Caverna Media | Caverna Baja  |
| ------ | ------------------- | ------------------------------- | -------------- | -------------- | -------------- | -------------- | ------------- | ------------- |
| 0      | 27 de marzo de 2011 | Etapas - relevos                | Paisas         | Costeños       | Cachacos       | Santandereanos | Retadores     | Vallecaucanos |
| 1      | 5 de abril de 2011  | Llevar las Canoas               | Retadores      | Sobrevivientes | Paisas         |                |               |               |
| 2      | 11 de abril de 2011 | Figuras                         | Retadores      | Sobrevivientes | Paisas         |                |               |               |
| 3      | 18 de abril de 2011 | Colgar la Boya                  | Paisas         | Sobrevivientes | Retadores      |                |               |               |
| 4      | 25 de abril de 2011 | 60 metros fondo del mar         | Retadores      | Sobrevivientes | Paisas         |                |               |               |
| 5      | 2 de mayo de 2011   | Carreta de piezas               | Retadores      | Sobrevivirntes | Paisas         |                |               |               |
| 6      | 9 de mayo de 2011   | Soportar Pesos                  | Paisas         | Sobrevivientes | Retadores      |                |               |               |
| 7      | 16 de mayo de 2011  | Resistencia colgante            | Paisas         | Retadores      | Sobrevivientes |                |               |               |
| 8      | 23 de mayo de 2011  | Obstáculos                      | Paisas         | Retadores      | Sobrevivientes |                |               |               |
| 9      | 30 de mayo de 2011  | 4 cuerdas, peso de boya         | Retadores      | Sobrevivientes | Paisas         |                |               |               |
| 10     | 6 de junio de 2011  | Prueba de Capitanes             | Sobrevivientes |                | Paisas         |                |               |               |
| 11     | 10 de junio de 2011 | Cartas de Naipe                 | Sobrevivientes |                | Paisas         |                |               |               |
| 12     | 15 de junio de 2011 | Pasar la tirolesa al acantilado | Paisas         |                | Sobrevivientes |                |               |               |
| 13     | 20 de junio de 2011 | Kayak por relevos               | Sobrevivientes |                | Paisas         |                |               |               |

### Desafíos de Capitanes
Cada semana se hace una prueba de capitanes donde un representante de cada equipo se enfrenta a sus oponentes con el fin de ganar un premio el dinero individual mediante sorteo para el ganador que se acumula a lo largo del juego o beneficio grupal colectivo con la ventaja el desafío de salvación
| Etapa 2             | Etapa 2             | Etapa 2                                | Etapa 2                                     | Etapa 2                                     | Etapa 2                      | Etapa 2               | Etapa 2                          |
| N.º                 | Fecha de Emisión    | Prueba                                 | Capitán Ganador                             | Recompensa                                  | Representante Sobrevivientes | Representante Paisas  | Representante Retadores          |
| ------------------- | ------------------- | -------------------------------------- | ------------------------------------------- | ------------------------------------------- | ---------------------------- | --------------------- | -------------------------------- |
| 1                   | 12 de abril de 2011 | Apoyados en la soga                    | Roland Bryan Edén                           | 11 Millones                                 | Arlex Ávila                  | Luis Cardona          | Roland Bryan Edén                |
| 2                   | 19 de abril de 2011 | 14 piezas rompecabezas                 | Farid "Paisaman" Laverde                    | 5 Millones                                  | Héctor Osorio                | Oscar "El Loco" Muñoz | Farid "Paisaman" Laverde         |
| 3                   | 26 de abril de 2011 | Bungee de piezas                       | Ceidy Gaitán                                |                                             | Jenny Machado                | Deicy Cárdenas        | Ceidy Gaitán                     |
| 4                   | 3 de mayo de 2011   | Desenterrar cocos de aguas             | Mauricio Morales                            |                                             | Jader Arizala                | Daniel Tirado         | Mauricio Morales                 |
| 5                   | 10 de mayo de 2011  | Pasar la barra equilibrio              | Andrés Felipe Nieto                         | 12 Millones                                 | Andrés Felipe Nieto          | Tatiana Arango        | Martha Bonilla                   |
| 6                   | 17 de mayo de 2011  | Equilibrio abierto                     | Martha Bonilla                              | Beneficio Grupal Colectivo                  | Kelly Cadena                 | Tatiana Arango        | Martha Bonilla                   |
| 7                   | 24 de mayo de 2011  | Recipiente de agua                     | Mauricio Morales                            | Beneficio Grupal Colectivo                  | Arlex Ávila                  | Luis Cardona          | Mauricio Morales                 |
| 8                   | 31 de mayo de 2011  | Recorrido, saltos y armar rompecabezas | Deicy Cárdenas                              | 6 Millones                                  | Yorlady Moreno               | Deicy Cárdenas        | Martha Bonilla                   |
| Etapa 3 - Prefusión |                     |                                        |                                             |                                             |                              |                       |                                  |
| N.º                 | Fecha de Emisión    | Prueba                                 | Recompensa                                  | Recompensa                                  | Capitán Ganador              | Segundo Puesto        | Equipo perdedor Bajar la Bandera |
| 9                   | 6 de junio de 2011  | Pasar la cuerda de extensión (*)       | 2 Equipos Ganadores que llegue la prefusión | 2 Equipos Ganadores que llegue la prefusión | Jader Arizala                | Oscar "El Loco" Muñoz | Farid "Paisaman" Laverde         |

Notas
(*) El capitán ganador se encargó de distribuir a los miembros del equipo cuyo capitán resultó perdedor.

## Juicios & Pruebas de Eliminación
| Etapa 2             | Etapa 2           | Etapa 2                  | Etapa 2               | Etapa 2               | Etapa 2                 | Etapa 2                  | Etapa 2                  | Etapa 2 |
| Fecha de Emisión    | Juzgados          | Salvado Prueba           | Jueces                | Prueba a Muerte       | 1.er Sentenciado        | 2.º Sentenciado          | Eliminado                |         |
| ------------------- | ----------------- | ------------------------ | --------------------- | --------------------- | ----------------------- | ------------------------ | ------------------------ | ------- |
| 10 de abril de 2011 | Paisas            | Oscar "El Loco" Muñoz    | Retadores             | Rompecabezas          | Nalú Guerrero           | Deicy Cardenas           | Nalú Guerrero            |         |
| 17 de abril de 2011 | Retadores         | Farid "Paisaman" Laverde | Paisas                | Cortar                | Diego "El Burrito" Díaz | Mauricio Morales         | Diego "El Burrito" Díaz  |         |
| 24 de abril de 2011 | Sobrevivientes    | Andrés Felipe Nieto      | Retadores             | Rompecabezas          | Jader Arizala           | Héctor Osorio            | Héctor Osorio            |         |
| 1 de mayo de 2011   | Paisas            | Tatiana Arango           | Retadores             | Pirámide              | Klein Contreras         | Daniel Tirado            | Klein Contreras          |         |
| 8 de mayo de 2011   | Retadores         | Roland Bryan Edén        | Paisas                | Cubos                 | Hanny Mendoza           | Martha Bonilla           | Hanny Mendoza            |         |
| 15 de mayo de 2011  | Retadores         | Farid "Paisaman" Laverde | Sobrevivientes        | Cubos                 | Ceidy Gaitán            | Roland Bryan Edén        | Ceidy Gaitán             |         |
| 22 de mayo de 2011  | Sobrevivientes    | Jenny Machado            | Retadores             | Hielo                 | Andrés Felipe Nieto     | Arlex Ávila              | Andrés Felipe Nieto      |         |
| 29 de mayo de 2011  | Sobrevivientes    | Yorlady Moreno           | Paisas                | Agilidad              | Arlex Ávila             | Jader Arizala            | Arlex Ávila              |         |
| 3 de junio de 2011  | Paisas            | Deicy Cárdenas           | Retadores             | Rompecabezas          | Luis Cardona            | Daniel Tirado            | Luis Cardona             |         |
| Etapa 3             |                   |                          |                       |                       |                         |                          |                          |         |
| Fecha de Emisión    | Juzgados          | Salvado Prueba           | Jueces                | Prueba a Muerte       | 1.er Sentenciado        | 2.º Sentenciado          | Eliminado                |         |
| 9 de junio de 2011  | Sobrevivientes    | Mauricio Morales         | Paisas                | Sopa de Letras        | Kelly Cadena            | Jader Arizala            | Kelly Cadena             |         |
| 14 de junio de 2011 | Paisas            | Daniel Tirado            | Sobrevivientes        | Resistencia           | Deicy Cardenas          | Farid "Paisaman" Laverde | Farid "Paisaman" Laverde |         |
| 17 de junio de 2011 | Sobrevivientes    | Roland Bryan Edén        | Paisas                | Obstáculos            | Jenny Machado           | Mauricio Morales         | Jenny Machado            |         |
| 24 de junio de 2011 | Paisas            | Oscar 'el loco' Muñoz    | Sobrevivientes        | Puntería              | Martha Bonilla          | Daniel Tirado            | Martha Bonilla           |         |
| Etapa 4             |                   |                          |                       |                       |                         |                          |                          |         |
| Fecha de Emisión    | 1.er Ganador      | 1.er Ganador             | 2.º Ganador           | 2.º Ganador           | 1.er Sentenciado        | 2.º Sentenciado          | Eliminado                |         |
| 30 de junio de 2011 | Mauricio Morales" | Mauricio Morales"        | "Tatiana Arango"      | "Tatiana Arango"      | Oscar "El Loco" Muñoz   | Yorlady Moreno           | Yorlady Moreno           |         |
| 6 de julio de 2011  | Daniel Tirado     | Daniel Tirado            | Oscar "el loco" Muñoz | Oscar "el loco" Muñoz | Mauricio Morales        | Roland Bryan Edén        | Roland Bryan Edén        |         |
| 12 de julio de 2011 | Mauricio Morales  | Mauricio Morales         | Daniel Tirado         | Daniel Tirado         | Jader Arizala           | Deicy Cardenas           | Deicy Cardenas           |         |
| 14 de julio de 2011 | Mauricio Morales  | Mauricio Morales         | Jader Arizala         | Jader Arizala         | Daniel Tirado           | Oscar "El Loco" Muñoz    | Daniel Tirado            |         |
| Fecha de Emisión    | Ganador           | Ganador                  | 1.º Sentenciado       | 1.º Sentenciado       | 2.º Sentenciado         | 3.º Sentenciado          | Eliminado                |         |
| 18 de julio de 2011 | Mauricio Morales  | Mauricio Morales         | Jader Arizala         | Jader Arizala         | Tatiana Arango          | Oscar "El Loco" Muñoz    | Oscar "El Loco" Muñoz    |         |

## Batalla final
| Semifinalistas       | Tipo de Competencia                                                     | Finalistas           |
| -------------------- | ----------------------------------------------------------------------- | -------------------- |
| Mauricio Morales     | Rompecabezas, habilidad, resistencia, equilibrio, precisión y agilidad. | Mauricio Morales     |
| Jader Alexis Arizala | Rompecabezas, habilidad, resistencia, equilibrio, precisión y agilidad. | Jader Alexis Arizala |
| Tatiana Arango       | Rompecabezas, habilidad, resistencia, equilibrio, precisión y agilidad. |                      |

## Gran Final
En la gran final se eligió al ganador por medio de votación telefónica, en el siguiente cuadro se observa cuales fueron los resultados:
| Mauricio Morales | 51,00% |
| Jader Arizala    | 49,00% |